# Pavilhão Desportivo Toa Payoh
Com uma capacidade para 2 mil espectadores (sentados) o Pavilhão dos Desportos Toa Payoh acolheu já vários eventos. Foi usado para eventos de tênis de mesa de algum destaque, como a competição de tênis de mesa nos Jogos do Sudoeste Asiático de 1993, nos Campeonatos Commonwealth em 2000, a Taça do Mundo Feminina de tênis de mesa em 2002, o Pro-Tour de tênis de mesa Volkswagen em 2004 e 2006 e os Campeonatos do Sudoeste Asiático de tênis de mesa em 2006.
Em 2007, o Pavilhão dos Desportos Toa Payoh acolheu o Torneio das Cinco Nações de Netbol, no qual participaram Singapura, Canadá, Sri Lanka, Trindade e Tobago e a Irlanda do Norte.

## Nos Jogos Olímpicos da Juventude 2010
O Pavilhão dos Desportos de Toa Payoh acolherá competições de tênis de mesa e de tiro nos Jogos Olímpicos da Juventude 2010.